# Trachycephalus jordani
A Trachycephalus jordani a kétéltűek (Amphibia) osztályának békák (Anura) rendjébe és a levelibéka-félék (Hylidae) családjába tartozó faj.

## Előfordulása
A faj Ecuadorban, Kolumbiában és Peruban él. Természetes élőhelye szubtrópusi vagy trópusi száraz erdők, szubtrópusi vagy trópusi nedves síkvidéki erdők, időszakos édesvizű mocsarak, ültetvények, kertek, lakott területek, erősen lepusztult erdők. A fajt élőhelyének elvesztése fenyegeti.